# Dřevčice
Dřevčice är en ort i Tjeckien.   Den ligger i regionen Mellersta Böhmen, i den centrala delen av landet, 17 km nordost om huvudstaden Prag. Dřevčice ligger 231 meter över havet och antalet invånare är 458.
Terrängen runt Dřevčice är platt, och sluttar norrut. Runt Dřevčice är det ganska tätbefolkat, med 139 invånare per kvadratkilometer. Närmaste större samhälle är Prag, 17,2 km sydväst om Dřevčice. Trakten runt Dřevčice består till största delen av jordbruksmark.